# Wind -a breath of heart-
『Wind -a breath of heart-』（ウインド ア ブレス オブ ハート）は2002年4月19日にminoriより発売された18禁恋愛アドベンチャーゲーム。
家庭用ゲーム機版はアルケミストより、2003年1月30日にドリームキャスト版（翌年1月29日にアルケミスト1周年記念のリパッケージ版が発売）、同年12月18日に加賀テック株式会社よりPlayStation 2版が発売されている（PS2の廉価版はデジタル・ゲインより2006年12月14日発売）。
オープニングムービーと挿入ムービーは新海誠が製作している。

## 歴史
- 2002年
  - 4月19日 - PC版発売
  - 8月16日 - Songs（ボーカルアレンジアルバム）発売
  - 8月25日 - 枯野瑛による小説、富士見ファンタジア文庫より発行
  - 12月6日 - "Rustle" Wind Original Soundtrack（オリジナルサウンドトラック）発売
  - 12月27日 - そよかぜのおくりもの発売
- 2003年
  - 1月30日 - DC版発売
  - 2月14日 - Songs 2（ボーカルアレンジアルバム）発売
  - 9月12日 - かぜばこ発売
  - 9月28日 - DreamPartyにてcalling発売（以後各種イベントで販売）
  - 12月18日 - PS2版発売
- 2004年
  - 1月29日 - DCリパッケージ版発売
  - 1月30日 - SERENE発売
  - 5月28日 - OVA版Serial No.0発売
  - 5月29日 - かぢばあたるによる漫画、電撃G's magazineより連載
  - 6月25日 - OVA版Volume.1発売(VC/DVDレンタル7月9日開始)
  - 6月30日 - テレビアニメ放送（『アニメ魂』枠、〜9月22日）
  - 10月8日 - テレビアニメ版DVD発売（1～2巻およびBOX Vol.1）
  - 10月22日 - OVA版Volume.2発売
  - 11月5日 - PCリパッケージ版発売
  - 12月22日 - OVA版Volume.3発売
- 2005年
  - 1月27日 - 漫画版の単行本発売
- 2006年
  - 12月14日 - PS2廉価版発売

## ストーリー
十数年ぶりに生まれ故郷風音市に帰ってきた主人公と、不思議な力が使える風音市の人たちとの物語。

## 登場キャラクター
担当声優は、二人書かれている場合は左がPC版で右が家庭用・アニメのもの、特筆無く一人だけ書かれている場合は共通。
丘野 真（おかの まこと）
声：菅沼久義（アニメのみ）、儀武祐子（OVA版幼少期）
主人公。サッパリした性格の好青年。学力は並だが頭は切れる。
真の能力は序盤では明かされず、ゲーム・アニメ・小説ともに事件解決の鍵になっている。
鳴風 みなも（なるかぜ みなも）
声：春野日和 / 倖月美和
7月21日生まれ。真とひなたの幼馴染み。昔、真と幼さゆえの結婚の約束を交わしており、再会を心待ちにしていた。隣の学園に通っている。才色兼備で努力家なので今までに何人もの男子生徒に告白されたが、ことごとく断っている。
無類のタコヤキ好き。自分で料理するのは、序盤では壊滅的に駄目だったが、ひなたに教えてもらい運動会までには見違えるほどに上達した。
髪型を可愛らしく変え、お弁当を作るなどの猛アプローチを経て無理矢理のキスをしようやくまことに想いを理解してもらえたが、その直後に父である秋人が亡くなるという悲劇に遭遇する。数日間に渡り真が連絡しなかったことで精神的に追い詰められ、再会した後は真を延々と問い詰め真の自身への想いが本物かどうか証拠を求めるようになる。最終的には証拠として「じゃ、私を抱いて」と真に告げ、肉体的に真と結ばれる。
後に真とみなもの間に子供が生まれた際には彼女の名前と同じ彩という名前がつけられている。
みなもによる問い詰めシーンは六ツ星きらりの星見と並び『ゲーム史上でも類い稀な展開』と名高いシーンとなっている。
テレビアニメ版とOVA版では容姿と性格が大きく異なる。テレビアニメ版では原作通り彩のことをはじめ何も知らないが、OVA版では街に戻ることで父を失うことをはじめほとんど全てのことを知っており冷静に受け止めている。
能力は「風を起こす」。
丘野 ひなた（おかの ひなた）
声：阿谷ほのか / 笠井律子
6月4日生まれ。真の義理の妹。母親に幼い頃から料理を仕込まれており、みなもに教えられるほど得意としている。口癖は「うにゅ」。
能力は「尋常でないジャンプ力」。普通の運動能力も高いので運動会では戦力として重宝された。
実は秋人の子供の一人でみなもの実妹、わかばの双子の姉。
藤宮 望（ふじみや のぞみ）
声：桜井美鈴 / 岡田純子
みなもと同じ学園に通う藤宮姉妹の姉。剣術の使い手で、剣道部所属ではないが男子部員よりも圧倒的に強い。しかし重度の心臓病を患っており、時折倒れることがある。
明確な描写こそ無いが、誰が真と結ばれても最終的には亡くなるヒロインとなっている。
能力は「万物を切断する衝撃波を出す」。
藤宮 わかば（ふじみや わかば）
声：ありす / あおきさやか
6月4日生まれ。みなもと同じ学園に通う藤宮姉妹の妹。望と一緒に喫茶店「One day」でアルバイトをしている。丁寧で物腰が柔らかく、誰にでも優しい。
秋人の子供の一人で、能力（「治癒」と「予知夢」）の質は三人の中で一番高い。
自分が藤宮家の人間ではないと気づいており、ゲームのわかばルートでは望との絆の強さをうかがわせる回想がある。
月代 彩（つきしろ ひかり）
声：理多 / 平井理子
骨董品店を営んでいる謎の少女。みなもと同じ学園の制服を着ていることもあるが、学園内では見かけない。無表情で、どこか達観（諦観?）している。口癖は「とんだ茶番ですね」。
能力は望とほぼ同じ。小説版では「他人に気に留められなくなる」という能力もあった。
実はこの地の神職の一族であり、はるか昔から今の姿のまま生き続けている。先祖がかつて災厄を止めるために神の力を借りたものの、それ以来この地に住む者は神が見せている夢の中にいるような存在となり、常に生贄を捧げる必要性が生じていた（皆が現在でも能力を得ているのはその恩恵）。かつては彩の兄が生贄を狩るための執行人であり、すでに災厄を止める役割という誇りを失われ役目を押し付けられた一族は常軌を逸した状態であった。皆を救おうとした彩は兄を斬ったものの、それにより彩が代替わりさせられてしまい人々を斬り続ける役割を背負ってきた。
最終的には自分が生贄となることで全てを終わらせるつもりであり、消えるまでの最後の３日間で真と思い出作りをし肉体的にも結ばれる。かつてみなもと交わしたのと同じ約束を交わし風に融けて消えていく。後に真とみなもの間に子供が生まれた際には彼女の名前と同じ彩という名前がつけられている。
橘 勤（たちばな つとむ）
声：陶山章央
真の同級生。生まれも育ちも風音市だが関西弁を話す。お調子者だが、授業以外はほとんど勉強していないのに全国模試で100位以内を取るほどの秀才。子供の頃クラゲに刺されたことがあり、それ以来海で泳げなくなっている。
能力は「スーパーツトムパンチ」であると自称。真からは「記憶力の増幅」を持っているために勉強をあまりしなくても成績がいいのではと推測されている。だが実際には何の能力も持っていないようである（ビジュアルファンブックより）。
テレビアニメ版とOVA版では容姿と性格が大きく異なる。テレビアニメ版では原作通り彩のことをはじめ何も知らないが、OVA版ではほとんど全てのことを知っており冷静に受け止めている。
紫光院 霞（しこういん かすみ）
声：児玉さとみ
勤の幼なじみで、彼の弱みを多く握っている。生徒会委員。家庭用ゲーム機版（PS2）で彼女のシナリオが追加された。一応攻略できるが、勤の嫁ということに変わりはない。
能力は「読心」だが負担が大きいため、いつもは特殊な眼鏡をかけて抑えている。
テレビアニメ版とOVA版では容姿と性格が大きく異なる。テレビアニメ版では原作通り彩のことをはじめ何も知らないが、OVA版ではほとんど全てのことを知っており冷静に受け止めている。
鳴風 秋人（なるかぜ あきひと）
声：堀川仁
みなもの父で歴史学者。料理の腕は最高級で、フランス料理のフルコースを家庭で作ったりする。
かつて秋人とその妻・琴葉、そして真の両親である鳴風信吾・優華は彩に会ったことがあり、四人とも大きな力をもっていることで彩に目をつけられてしまう。まず琴葉が斬られ次に信吾が斬られてしまう。身元を知られている秋人と優華はこの街を離れたが、後にわかばを救うため優華も斬られてしまう。
彩を役目から解放したいと願っていたが妻や友人を奪われたという憎しみをもつ自分では叶えられないと悟り真に全てを託し、真を守るため彩に自ら斬られる。秋人が落命したことでみなもが精神的に追い詰められる結果となってしまう。
能力は「煙を自在に操る」。
葵 優子（あおい ゆうこ）
声：鳥居花音
ビジュアルファンブック2付属のドラマCDのみ登場。お気楽キャラな幽霊。生前は「ゆうちゃん」というあだ名があったらしい。ビジュアルファンブック1付属のドラマCDで、優子の声を演じる鳥居は『D.C. 〜ダ・カーポ〜』の朝倉音夢としても声を担当し、Windキャラと共演している（春野日和が声を演じる天枷美春も登場）。

## スタッフ
- 原画：結城辰也、庄名泉石
- シナリオ：向井正哉、古我望、木村方哉（家庭用のみ）
- 音楽：TWO-FIVE
- ムービー：新海誠（PC版）／Iris motion graphics（DC・PS2版）

## 主題歌
- オープニング：Wind
  - 作詞：ドン・マッコウ 作曲：谷本真規 歌：長谷川めぐみ
- エンディング：つ・ば・さ
  - 作詞：ドン・マッコウ 作曲：谷本真規 歌：渡邉瑛美
- 挿入歌：Dream
  - 作詞：ドン・マッコウ 作曲：谷本真規 歌：長谷川めぐみ
- DC・PS2用追加曲（OPムービー、紫光院霞ED）：Flow
  - 作詞：Hiroki 作曲：Hiroki 歌：倖月美和
- そよかぜのおくりもの -Wind Pleasurable Box- オープニング：Brand new morning
  - 作詞：ドン・マッコウ 作曲：天門 歌：長谷川めぐみ
- そよかぜのおくりもの -Wind Pleasurable Box- エンディング：Cumulus
  - 作詞：ドン・マッコウ 作曲：天門 歌：長谷川めぐみ

## 関連アイテム

### ファンディスク
そよかぜのおくりもの -Wind Pleasurable Box-
2002年12月27日に発売された本作のファンボックス。追加のシナリオパートと各種雑誌に収録された壁紙集、オリジナルのアニメーションDVDが付属。なお、このアニメDVDは「そよかぜのおくりものビジュアルファンブック」に完全版が付属する。

#### スタッフ
- 原作 - 酒井伸和
- 監督 - sata
- 脚本 - 楠部工
- 絵コンテ - 楠部工、浅野文彰
- 演出 - 根岸宏樹
- キャラクターデザイン - 結城辰也
- 作画監督 - 浅野文彰
- 作画監修 - 結城辰也
- 編集 - 坂本雅紀 (森田編集室)
- 音楽 - Ari
- プロデューサー - 松山竜一郎、酒井伸和
- エグゼクティブプロデューサー - 小島康夫
- 制作 - 亜細亜堂
- 製作 - minori

minori AMUSEMENTBOX かぜばこ
2003年9月12日に発売。オリジナルのドラマCDとそれまでのminori作品のムービーが収録されたDVDのセットかぜおとと、本作の収録曲"スーパー勤音頭"の振り付けなどが収録されたブックレットかぜほん、そして特製マウスパッドからなる。

### CD
SERENE Wind -a breath of heart- Vocal collection
2003年末のコミックマーケット65で先行発売、2004年1月30日に一般販売された本作のボーカル曲集&ドラマCD。
家庭用の追加曲を手がけたLOOPCUBEによる主題歌のリミックスも収録されている。なお、CDの最終トラックに謎のボーカル曲が収録されている。

### リパッケージ版
Wind - a breath of heart - Re：gratitude
本編（シナリオは通常版の物となっている他、ムービーのファイル形式が変更されている）の他、「そよかぜのおくりもの」CDパート、オリジナルサウンドトラックのセット。2004年11月5日発売。

## アニメ
ほぼ同時期にテレビアニメとOVAが製作されるという、珍しい状態になっている。

### テレビアニメ版
2004年に「アニメ魂」枠の後半15分で放送された。
全13話の放送だが、放送では使われずDVDのみに収録されるエピソードがあり、実際は全17話となる（いずれも特別編含む）。
ほぼ、PCゲームに沿った脚本になっている。主人公の丘野真が、恋愛には鈍感で悩みも多いが、ちょっと大人びた高校生として描かれているのが特徴。また、DVDにのみ収録されている回ではヒロインの鳴風みなもの内面が描かれ、最大の見所である問い詰めシーンも収録されている。TV版ラスト（特別編：想いめぐる）で放送されたみなもの問いに対する、真の答えとその後の2人の未来が描かれている。

#### スタッフ
- 原案 - minori
- 原作 - 酒井伸和
- 総監督・シリーズ構成 - 東郷光宏
- チーフ演出 - 千葉大輔
- キャラクター原案 - 結城辰也、庄名泉石
- キャラクターデザイン・総作画監督 - 吉野真一
- プロップデザイン - 村田護郎
- 色彩設計 - 田中真紀
- 美術監督 - 中村光毅
- コンポジットディレクター - 長牛豊
- 編集 - 後藤正浩（タバック）
- 音響監督 - 田中英行
- 音楽 - 村山達哉
- 音楽制作 - フロンティアワークス
- 音楽プロデューサー - 吉川明
- プロデューサー - 畑中利雄、中村誠、高山智子、水上高志、武智恒雄、山崎明日香、野村宙
- アニメーション制作 - RADIX
- 製作 - Wind製作委員会

#### 主題歌
オープニングテーマ「Feel on the wind.」
作詞 - nbkz SAKAI / 作曲・編曲 - TENMON / 歌 - 笠原弘子

#### 各話タイトル
（話数が小数点付きの話はDVDのみ収録）
| 話数   | サブタイトル         | 脚本     | 絵コンテ       | 演出           | 作画監督          |
| ------ | -------------------- | -------- | -------------- | -------------- | ----------------- |
| 1      | 再会のメロディ       | 東郷光宏 | 岩間貴         | 千葉大輔       | 松竹徳幸          |
| 2      | 思い出の約束         | 東郷光宏 | 岩間貴         | 長村伸治       | 氏家章雄          |
| 3      | 彩という名の少女     | 東郷光宏 | 加藤洋人       | 加藤洋人       | 紅組              |
| 4      | 親とはぐれた子供たち | 鴻野貴光 | 加藤洋人       | 加藤洋人       | 紅組              |
| 5      | 光と影               | 堀井明子 | 岩間貴         | 千葉大輔       | 亀田義明          |
| 6      | 踏み出す勇気         | 堀井明子 | 岩間貴         | 長村伸治       | 阿部智之          |
| 7      | 青い空の優しさ       | 鴻野貴光 | 小坂春女       | 岡嶋国敏       | 氏家章雄          |
| 8      | 風と夜空と           | 堀井明子 | 小坂春女       | 千葉大輔       | 髙田晃            |
| 9      | 風音の咆吼           | 鴻野貴光 | 岩間貴         | 千葉大輔       | 三浦和也          |
| 9.5    | 風の悲しみ           | 鴻野貴光 | 岩間貴         | 長村伸治       | 醍醐ひかり        |
| 10     | 同化体               | 堀井明子 | 岩間貴         | 大沼心         | 服部憲知          |
| 10.4   | 想い伝えて…          | 鴻野貴光 | 岩間貴         | 千葉大輔       | 阿部智之          |
| 10.8   | 想い戸惑い           | 鴻野貴光 | 髙田淳         | 佐久間信計     | 催田鐘基          |
| 11     | 古からの運命         | 堀井明子 | うえだひでひと | 岡嶋国敏       | 三浦和也          |
| 12     | 風と共に             | 堀井明子 | 岩間貴         | 千葉大輔       | 吉野真一 阿部智之 |
| 12.0   | 想い届くとき         | 堀井明子 | 髙田淳         | いまざきいつき | いまざきいつき    |
| 特別編 | 想いめぐる           | -        | -              | -              | -                 |

#### 放送局
| 放送地域 | 放送局       | 放送期間                 | 放送日時           | 放送区分                    | 備考             |
| -------- | ------------ | ------------------------ | ------------------ | --------------------------- | ---------------- |
| 日本全域 | AT-X         | 2004年6月30日 - 9月22日  | 水曜 11:30 - 12:00 | CS放送                      | リピート放送あり |
| 京都府   | KBS京都      | 2004年7月5日 - 9月27日   | 月曜 25:25 - 25:55 | 独立UHF局                   |                  |
| 神奈川   | tvk          | 2004年7月6日 - 9月28日   | 火曜 25:05 - 25:35 | 独立UHF局                   |                  |
| 日本全域 | BS朝日       | 2004年7月12日 - 10月4日  | 月曜 26:00 - 26:30 | テレビ朝日系 BSデジタル放送 |                  |
| 東京都   | 東京MXテレビ | 2004年7月15日 - 10月7日  | 木曜 25:00 - 25:30 | 独立UHF局                   |                  |
| 新潟県   | 信越放送     | 2004年7月16日 - 10月8日  | 金曜 26:00 - 26:30 | TBS系列                     |                  |
| 奈良県   | 奈良テレビ   | 2004年7月22日 - 10月14日 | 木曜 24:24 - 24:54 | 独立UHF局                   |                  |
| 熊本県   | 熊本放送     | 2004年7月26日 - 10月18日 | 月曜 26:45 - 27:15 | TBS系列                     |                  |
| 群馬県   | 群馬テレビ   | 2004年10月1日 - 12月24日 | 金曜 25:45 - 26:15 | 独立UHF局                   |                  |

### OVA版
全3巻。これとは別に、予告編的な意味合いを持つSerial 0が先行発売された。本編3話は後にTVシリーズの製作に参加しているAT-Xで放映されている。
原作であるPCゲームに沿いつつもオリジナル要素を加えた脚本になっている。みなも、勤、霞は彩の正体を含め街を巡る真実のほとんど全てを知って受け止めており真が彩を救うことを後押しする立場に回っている。テレビアニメ版と違い日常生活シーンなどは省略され伝奇小説的な雰囲気となっており、みなもが父の死を予想、みなもが真を問い詰めないなど原作とは違う進行となっている。

#### スタッフ
- 原案 - minori
- 企画 - 中村正雄
- 監督 - 冨永恒雄
- 脚本 - 渡辺麻実
- キャラクターデザイン - 西野理恵
- 色彩設計 - 西香代子
- 美術監督 - 中原英統
- 撮影監督 - 土田栄司（第1話）、関谷能弘（第2話、第3話）
- 編集 - 田熊純
- 音楽 - 野崎美波
- 音楽プロデューサー - 横山光則
- 音響監督 - 飯塚康一
- アニメーションプロデューサー - 新谷義浩
- アニメーション制作 - ヴェネット
- 製作 - ケイエスエス

#### 主題歌
オープニングテーマ「地図のない物語」
作詞 - 真間稜 / 作曲・編曲 - 斉藤英夫 / 歌 - 中司雅美
エンディングテーマ「輝いて」
作詞 - 真間稜 / 作曲 - 宮島律子 / 編曲 - 中村康就 / 歌 - 中司雅美

#### 各話タイトル
| 話数        | サブタイトル | 絵コンテ | 演出     | 作画監督                          |
| ----------- | ------------ | -------- | -------- | --------------------------------- |
| Serial No.0 |              |          |          |                                   |
| Volume.1    | 再会         | 冨永恒雄 | 羽生尚靖 | 青木真理子                        |
| Volume.2    | 予感         | 冨永恒雄 | 荒木英樹 | 荒木英樹 青木真理子（総作画監督） |
| Volume.3    | 希望         | 冨永恒雄 | 榎本守   | 青木真理子                        |

## 小説作品
著：枯野瑛、挿絵：結城辰也。『富士見ファンタジア文庫』（富士見書房）刊。全一巻。
- 2002年8月20日発売、ISBN 978-4829114568

## 漫画化作品
作画：かぢばあたる。『電撃G's magazine』（メディアワークス）2004年7月号 - 2004年12月号連載。全一巻。ひなたシナリオがベース。
『月は東に日は西に 〜Operation Sanctuary〜』（原作・オーガスト、作画・武田みか）と共に別冊付録での掲載となっていた。
- 2005年1月27日発売 ISBN 4-8402-2975-9